# Афроукраїнці
Афроукраїнці — українське населення, що прямо чи непрямо походять від народів Африки, представників європеоїдної (Північна Африка) і негроїдної рас (Західна, Східна, Центральна, Південна Африка). Термін є калькою з англійського «афроамериканці», що в демографічній статистиці США за расами позначає представників винятково негроїдної раси. Чисельність громадян України з африканським походженням відносно невелика. Вони зосереджені, в основному, у великих містах. 
Вони переважно проживають у великих містах України, таких як Київ, Одеса, Львів та Харків. 

## Історія
Один з найважливіших факторів, що спричинив появу значної кількості афроукраїнців, є політика Радянського Союзу, спрямована на підтримку країн, що звільнялися від колоніальної залежності. У 1950-х – 1980-х роках тисячі студентів з африканських країн приїжджали до УРСР для отримання вищої освіти. Радянські виші пропонували безкоштовне навчання та стипендії. Це було частиною радянської "м'якої сили" та ідеологічного впливу.
Багато цих студентів залишалися в Україні після закінчення навчання, одружувалися з українцями/українками та створювали сім'ї. Їхні діти, народжені в Україні, стали першим поколінням афроукраїнців, які мали українське громадянство з народження.
Після здобуття Україною незалежності у 1991 році, потік студентів з Африки продовжився, хоча вже на комерційній основі. Україна пропонувала (і продовжує пропонувати) відносно доступну та якісну освіту порівняно з деякими західними країнами.
Окрім студентів, до України почали прибувати й трудові мігранти з Африки, шукаючи кращих економічних можливостей.
З часом афроукраїнська спільнота почала краще організовуватися, створюючи культурні центри, асоціації та громадські організації, що сприяють збереженню культурної ідентичності та інтеграції.
Також в Україні дисперсно проживають вихідці з Африки, зокрема люди з Нігерії, Гвінеї та Конго, які не активно інтегруються в українське суспільство, утворюючи відносно стійкі структури за етнічною ознакою. Важливо розрізняти афроукраїнців (які, як правило, народилися в Україні, мають українське громадянство, часто володіють українською мовою та є інтегрованою частиною суспільства) та вихідців з Африки, які прибули нещодавно і можуть мати інші цілі та менший ступінь інтеграції. 

## Ставлення
Серед корінних українців поширене як приязне ставлення до чорношкірих (особливо, коли вони розмовляють українською мовою), так і негативне. Це, на жаль, відображає складність соціальних взаємодій та наявність певних стереотипів, які ще існують у суспільстві. Важливо також підкреслити, що расизм та дискримінація є глобальною проблемою, і Україна, як і багато інших країн, працює над її подоланням.
Також афроукраїнці є учасниками російсько-української війни.

## Мова
Афроукраїнці, які народилися в Україні та виросли тут, зазвичай є носіями української мови. Для багатьох з них українська є рідною мовою, або однією з двох рідних мов (якщо їхні батьки спілкувалися іншими мовами). Вони навчаються в українських школах та вищих навчальних закладах, спілкуються українською у повсякденному житті.
Приїжджі африканці, які інтегрувалися в суспільство, особливо ті, хто прожив в Україні тривалий час, створив сім'ї з українцями або активно працює, часто вільно володіють українською мовою. Деякі з них свідомо вивчають українську, щоб краще інтегруватися та почуватися повноцінними громадянами.
Вихідці з Африки, які прибули в Україну, особливо студенти або мігранти, часто зберігають свої рідні африканські мови.

## Релігія
Більшість афроукраїнців та африканців, що проживають в Україні, сповідують християнство або іслам.

## Відомі представники
- Кароліна Ашіон — телеведуча, журналістка, акторка.
- Жан Беленюк — борець греко-римського стилю, чемпіон Олімпійських ігор у Токіо (2020), народний депутат IX скликання (з 2019 року).
- Гайтана (Гайтана-Лурдес Ессамі) — співачка та авторка пісень у стилях джаз, соул і поп, представниця України на Євробаченні-2012 з піснею «Be My Guest».
- Бежура Джоан Фейбі Роннієвна — українська фехтувальниця на шпагах. Чемпіонка Європейських ігор (2023), чемпіонка України, переможець і призер етапів Кубку світу та міжнародних змагань.
- Адерінсола Есеола — футболіст нігерійського походження, нападник ФК «Львів».
- Джеффрі Кенні (Джімо Аугустус Кехінде) — співак, співзасновник та вокаліст електронного гурту «Tvorchi», представник України на Євробаченні-2023 з піснею «Heart Of Steel».
- Мирослав Кувалдін — музикант, телеведучий, лідер гурту «The ВЙО».
- Габріела Масанга — телеведуча 5 каналу, ведуча та журналістка українських радіостанцій, акторка, модель.
- Leo Mantis (Леонардо Ободоеке) — український співак нігерійського походження, учасник 4 сезону вокального талант-шоу «Голос країни».
- Іссуф Санон — баскетболіст, захисник клубу «Прометей», атакувальний захисник збірної України, учасник Євробаскету-2022.
- Ньябалі Кеджау — дзюдоїст гвінейського походження. Чемпіон України у ваговій категорії до 90 кг (2015).
- Берта Васкес —  акторка та співачка українсько-ефіопського походження.

### Учасники російсько-української війни
- Річард Гомеш Феррейра – український військовослужбовець африканського походження, який служить у Збройних Силах України.

## Галерея

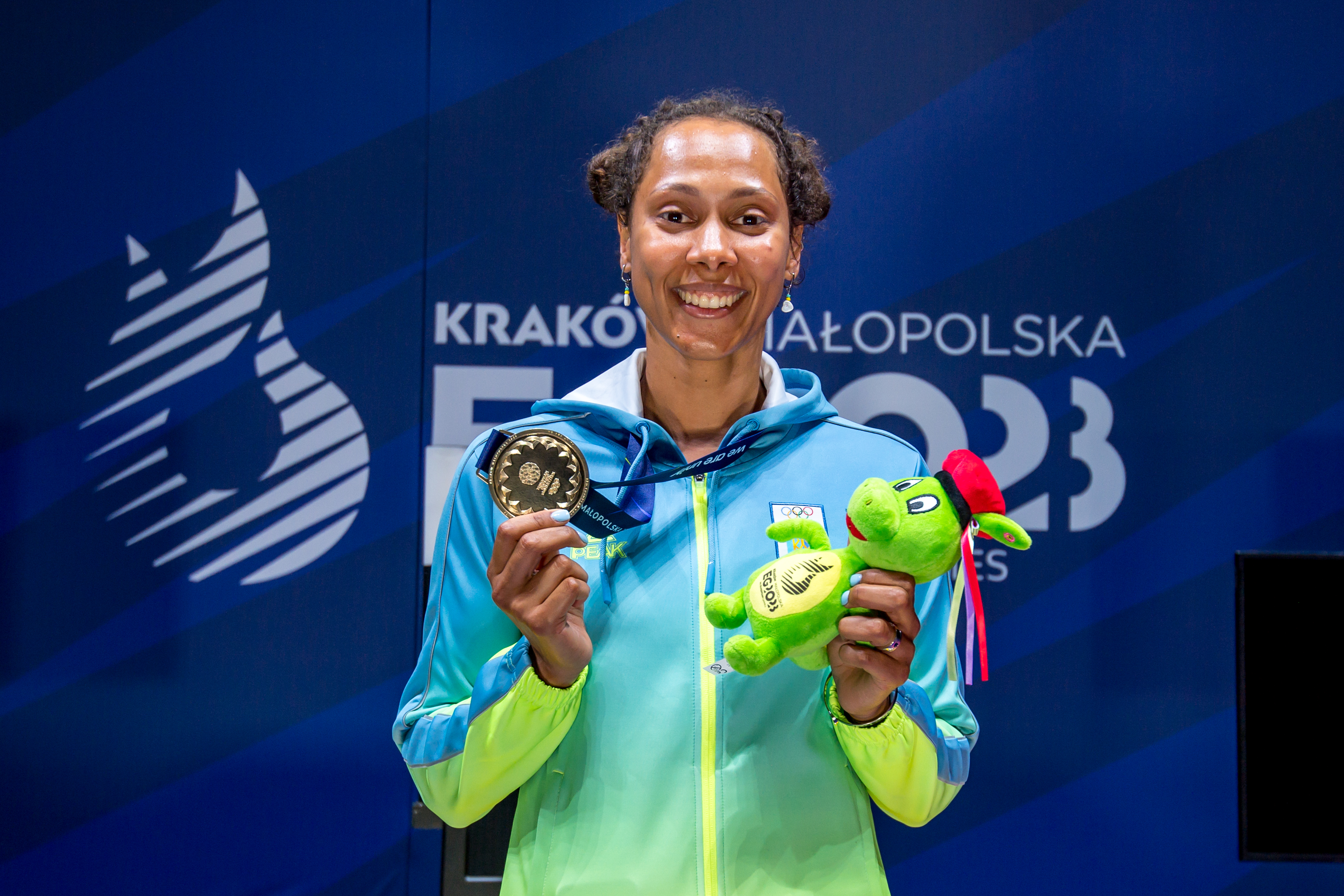
Бежура Джоан Фейбі Роннієвна
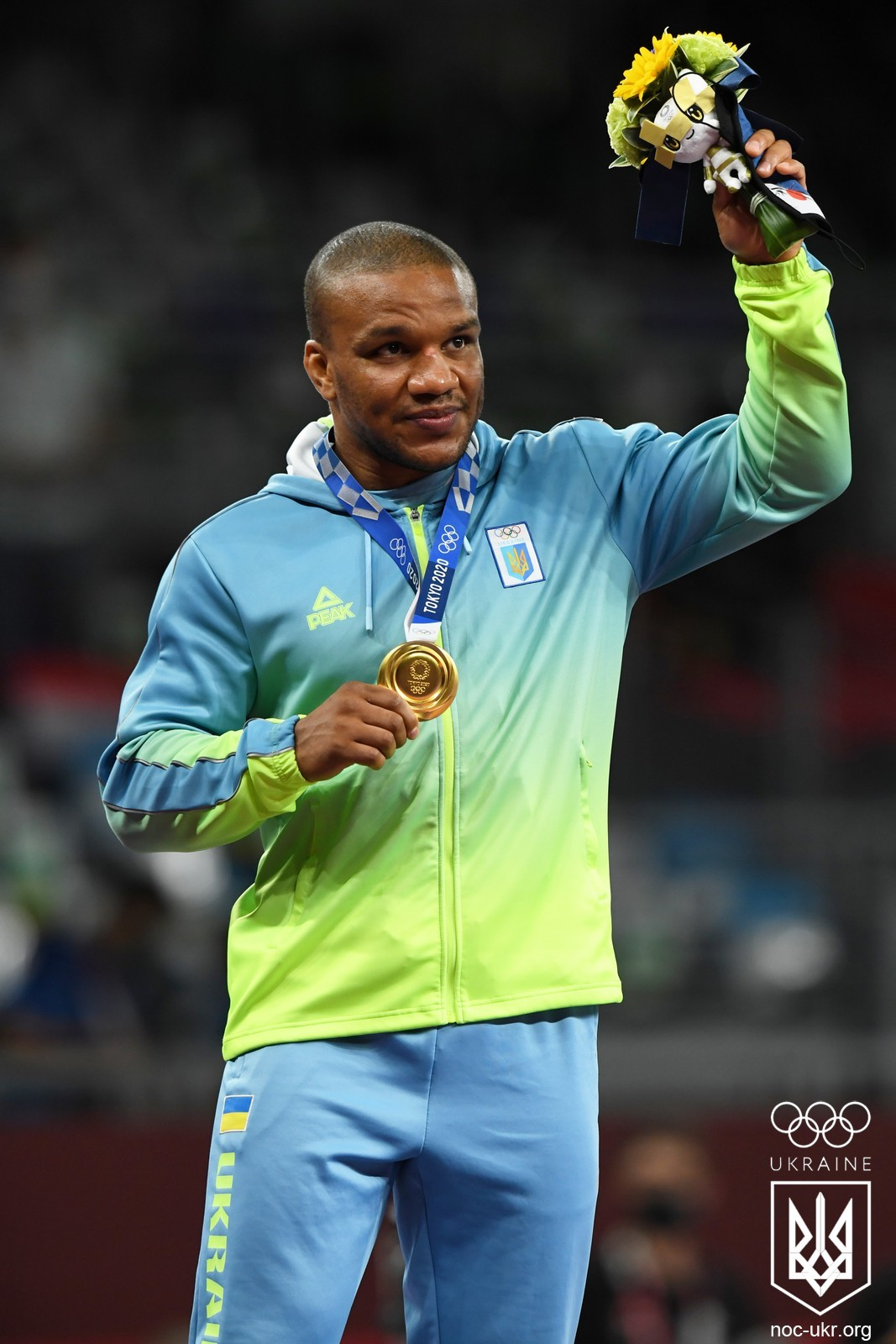
Жан Беленюк
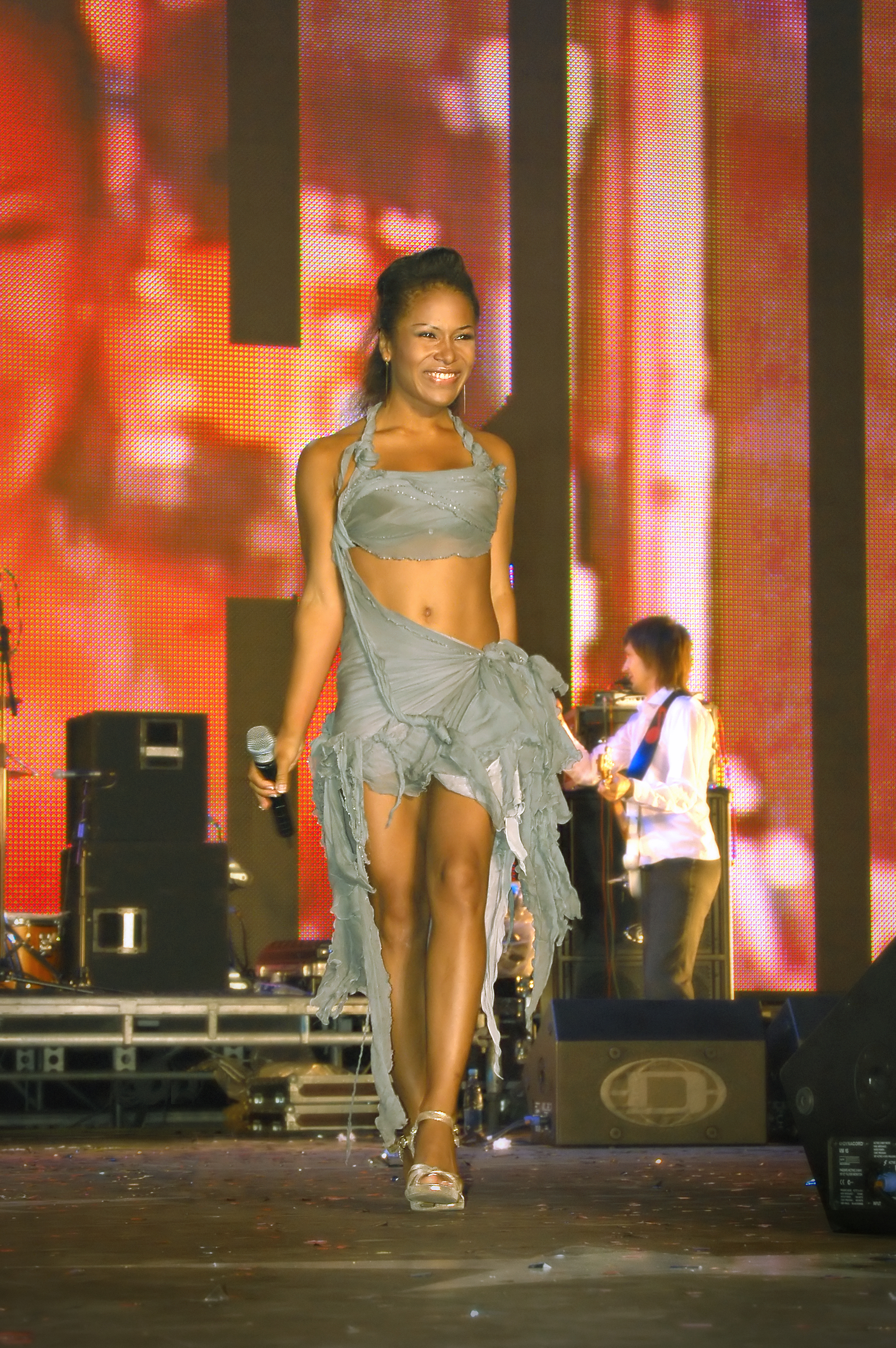
Гайтана
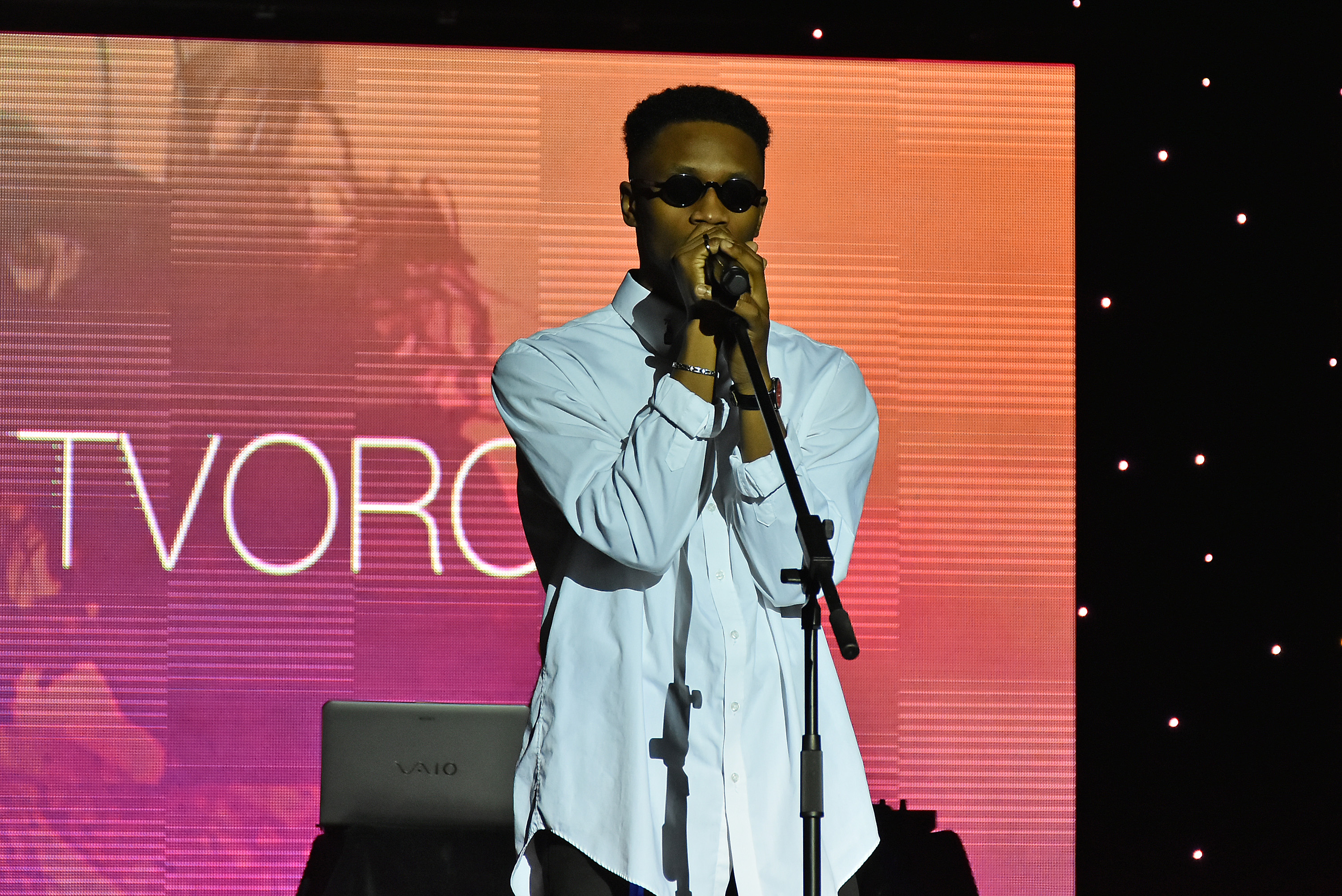
Джеффрі Кенні